# Палазу Маре (Констанца)
Палазу Маре (рум. Palazu Mare) насеље је у Румунији у округу Констанца у општини Констанца. Oпштина се налази на надморској висини од 17 m.

## Становништво
Према подацима из 2002. године у насељу је живело 4176 становника.

### Попис2002.
| Расподела становништва по националности 2002.‍ | Расподела становништва по националности 2002.‍ | Расподела становништва по националности 2002.‍ | Расподела становништва по националности 2002.‍ | Расподела становништва по националности 2002.‍ |
| --------------------------------------------- | --------------------------------------------- | --------------------------------------------- | --------------------------------------------- | --------------------------------------------- |
|                                               |                                               |                                               |                                               |                                               |
| Румуни                                        | Румуни                                        |                                               | 3.320                                         | 79,8%                                         |
| Мађари                                        | Мађари                                        |                                               | 6                                             | 0,1%                                          |
| Роми                                          | Роми                                          |                                               | 642                                           | 15,4%                                         |
| Турци                                         | Турци                                         |                                               | 31                                            | 0,7%                                          |
| Татари                                        | Татари                                        |                                               | 163                                           | 3,9%                                          |